# ريخل
ريخل نطق هولندي: [ˈrɪɣəl]  ( أنصت)، أو بالأحرى De Richel (الحافة)، هو رمال جافة بشكل دائم في بحر وادن، في الفجوة بين الجزر الهولندية فليلاند وتيرشخيلينج. وتقع حوالي 1 كيلو متر إلى الشرق من نقطة في شمال فليلاند وتدار من قبل بلدية فليلاند. وتبلغ متوسط مساحتها 116 هكتار. وهي تُغمر تماماً أثناء المد العالي.